# Condado de Colfax (Novo México)
O Condado de Colfax é um dos 33 condados do Estado americano do Novo México. A sede do condado é Raton, e sua maior cidade é Raton. O condado possui uma área de 9759 km² (dos quais 29 km² estão cobertos por água), uma população de 14 189 habitantes, e uma densidade populacional de 1 hab/km² (segundo o censo nacional de 2000). O condado foi fundado em 1869 e o seu nome é uma homenagem a Schuyler Colfax, que foi vice-presidente dos Estados Unidos.